# Win, Lose and Kaboom
Win, Lose and Kaboom (Gana, Pierde y Kaboom en Hispanoamérica) es una película de TV de Nickelodeon de la segunda temporada de la serie de dibujos animados Las Aventuras de Jimmy Neutrón: El Niño Genio. Este especial es considerado una película, ya que dura 90 minutos. Es una parodia a varios reality show en general, especialmente a Supervivientes y los juegos hacen referencia a La Ruleta de la Suerte y ¿Quién quiere ser millonario? y fue estrenada el 9 de junio del 2004, como parte del festival de películas de Nicktoons.

## Sinopsis
Una roca espacial del espacio exterior llega a distintos planetas de la galaxia, incluyendo a la Tierra. Jimmy desea investigar la roca espacial, pero Cindy que sea puesta en el parque como una atracción pública, pero luego es tomada por el Ejército. Jimmy reúne a Cindy, Libby, Carl, Sheen y Bolbi para ir a la instalación militar en donde está la roca y descifrar su acertijo. La respuesta son las estrellas. Al tener la respuesta, los niños son transportados a un planeta a millones de kilómetros de la Tierra y se encuentran en un programa de televisión llamado Torneo Intergaláctico, un popular programa de televisión intergaláctico en donde participan varios planetas en distintos juegos. El anfitrión del programa es Meldar (voz de Tim Allen), que puede realizar todo tipo de cosas. Si ganan, reciben un auto nuevo. Pero si pierden, su planeta será destruido. Los otros participantes son: cerebros, agujas y los Gorlocks, animales salvajes.
Jimmy, sobreestimando su intelecto, dice poder encargarse de las cosas, pero su individualismo hace que los humanos pierdan el primer juego, una parodia al Quidditch contra los Gorlocks. Luego, los niños deben votar para ver quien es el primer eliminado del equipo. El primer eliminado del equipo es Bolbi, que se votó a sí mismo, pero Cindy y Jimmy estuvieron a punto de salir también. Jimmy se encuentra con una de las Gorlocks, April (voz de Alyssa Milano), que lo convence de derrocar a Meldar y a su programa.
En el siguiente desafío, los humanos compiten con las barras para probar un alimento de distintas razas girando una rueda, algo así como un programa norteamericano. Debido a que Carl tiene un gran apetito, básicamente él podría comer cualquier cosa. Luego de que una barra falle, es el turno de Carl. Carl come todo y los humanos ganan el desafío.